# Bokinha
Rafael Antonio Jesus Pinto, mais conhecido como Bokinha (Rio de Janeiro, 6 de janeiro de 1991), é um futebolista de areia brasileiro. Atualmente, joga no Vasco da Gama.

## Títulos
Vasco da Gama
- Bicampeão da Copa Libertadores (2016, 2017)
- Tricampeão do Campeonato Brasileiro (2017, 2019 e 2020)
- Campeão da Copa Brasil (2014)
- Campeão do Circuito Brasileiro de Futebol de Areia (2013/14)
- Campeão da I Etapa do Circuito Brasileiro de Futebol de Areia - Vitória (ES) (2013)
- Campeão da IV Etapa do Circuito Brasileiro de Futebol de Areia - Serra (ES) (2014)
- Campeão da Supercopa do Brasil (2012)
- Tricampeão do Campeonato Carioca (2014, 2018 e 2020)
- Campeão do II Torneio Rio Cidade da Paz (2012)
- Campeão do Desafio Internacional Guara Plus de Beach Soccer (2012)
- Campeão do Qualify do Campeonato Brasileiro de Clubes Sub-23 (2012)

Braga
- Campeão do Mundialito de Clubes (2019)
- Tricampeão da Taça Europeia de Clubes (2017, 2018, 2019)

Kfar Qassem BS Club
- Campeão da Liga de Israel (2019)

Catania
- Campeão da Super Copa Itália (2021)
- Campeão da Copa Itália (2021)

Seleção Brasileira
- Ouro nos Jogos Mundiais de Praia (2019)
- Bicampeão da Copa Intercontinental (2016, 2017)
- Campeão do Campeonato Sul-Americano de Beach Soccer (2016)
- Campeão da Copa América (2014, 2016)
- Campeão da Copa das Nações de Beach Soccer (2013.2)
- Ouro nos Jogos Sul-Americanos de Praia (2014, 2019)
- Bicampeão da Copa Riviera Maya (2013, 2014)
- Campeão da Copa San Luis (2014[2])
- Campeão da Copa Ciudad de Encarnación (2013)
- Campeão da Copa Pílsener (2014[3])

## Campanhas de Destaque
Vasco da Gama
- Vice-campeão do Mundialito de Clubes de Futebol de Areia (2015)
- Vice-campeão do Campeonato Brasileiro Sub-23 (2012)
- Terceiro lugar no Mundialito de Clubes de Futebol de Areia (2013)
- Terceiro lugar na III Etapa do Circuito Brasileiro de Futebol de Areia - São Luís (MA) (2014)

Seleção Brasileira
- Terceiro lugar na Copa do Mundo de Futebol de Areia (2013)

## Prêmios Individuais
- Artilheiro da Copa Brasil (2013)
- Artilheiro da Copa San Luis (2014[2])
- Melhor Jogador da Copa América (2014[4])
- Melhor Jogador da Copa Libertadores (2017 e 2018)
- Artilheiro da Copa Libertadores (2016)
- Melhor Jogador do Campeonato Carioca (2014 e 2018)
- Artilheiro do Campeonato Carioca (2014)
- Melhor Jogador da Supercopa do Brasil (2012)

## Ligações Externas
- Ficha na CBBS